# ラジてん
ラジてんは、RKKラジオ（熊本放送）で放送されているラジオ番組。

## 概要
「小松士郎のラジオのたまご」の後継の午後のワイド番組として、2017年10月2日に放送開始。
番組タイトルは、番組のキャッチコピーでもある「おしゃべり・ラジオ・てんこもり」に由来する。
当初は前番組に永らく出演していた須藤あきが事実上のメインMCをつとめていたが、2020年9月末及び2021年9月の番組改編時に各日の担当パーソナリティが細分化され、それぞれの曜日が事実上独立番組のようになっていた（現在の体制は後述）。
2025年2月18日のOAおよび、その翌日に開始当初からパーソナリティを務める熊本放送アナウンサーの木村和也が自身のブログにアップした記事において、同年3月末限りで打ち切りとなることが発表された。同年4月1日からは、月 - 木曜日をTBSラジオ制作の「こねくと」に移行した上で、金曜日に集約した形での放送に移行した。

## 出演者
太字は担当時点現職の熊本放送アナウンサー。

### メインパーソナリティ

#### フライデープログラム期
- 木村和也（愛称・キムカズ）
  - オープニングで、木村は必ず「キムカズこと木村和也です」と名乗っている。
- 週替わり（後述、ワイド番組期終了時点の木村以外のパーソナリティからひとり）

#### ワイド番組期

##### ワイド番組としての終了時点
前述の様に2020年9月末の番組改編で大幅な人員追加・入れ替え、2021年9月改編での須藤あき引退に伴う木・金のパーソナリティ交代があり、一旦パーソナリティが曜日別に細分化されていたが、2022年10月のリニューアルからは、事実上木村和也メインの体制となり「ラジてん7」とも称された。フライデープログラム期においても、メインとなった木村以外が週替わりパーソナリティとして続投する。
- 津田ひかる（元・ミミーキャスター、ローカルタレント、月・火曜。2020年9月28日 - ）
- 中華首藤（ローカルタレント、月曜。2020年9月28日 - ）
- 木村和也（愛称・キムカズ）（火・水・木曜[15]）
- 岩本実希（元・ミミーキャスター、ローカルタレント、水曜。2023年4月5日 - ）
  - 2019年から続くコーナー「グーグルメ」のリポーターも担当。
- 小松野希海（ローカルタレント・舞台女優、木曜[17]。2021年9月30日 - ）
- 安井政史（お笑い芸人・ローカルタレント、金曜[20]。2021年12月24日迄は「安井まさじ」名義）
- 山田法子（フリーアナウンサー・元熊本放送アナウンサー、金曜。2021年10月1日 - ）

### その他出演者
- 森明子（熊本放送報道部気象予報士）
  - 13時台「あっこのゴゴイチウェザー」と16時台「あっこの天気予報」を担当[21]。ワイド番組時代は16時台のみ担当。13時台のコーナー名は「塚原まきこの福ミミらじお」と共通。2018年から2020年の休演時は同じく気象予報士の栗原めぐみが「めぐみの天気予報」として、2023年以降の休演時は気象予報士資格を持つ坂本くるみが「くるみの天気」として担当する。

### 過去の出演者

#### パーソナリティ
- かめきち（ローカルタレント、木曜、2017年10月 - 2019年9月26日[22]）
- 須藤あき（元・ミミーキャスター。月 - 金 → 木・金曜）
  - 番組開始当初 - 2020年9月25日迄は全ての曜日を担当。前番組「小松士郎のラジオのたまご」にも長きにわたり出演していた。当番組[23]及び「須藤あきのあなたにカンパイ」から降板した2021年9月24日限りで、ラジオパーソナリティを引退。その後プロバスケットボールチーム「熊本ヴォルターズ」の広報スタッフ（アリーナMC兼務）に転じたこともあり、「週刊VOLTERS」に本名名義でゲストとして登場したことがある[24]。
- 田名網駿一（木曜。2020年10月1日 - 2022年9月29日）
  - 福居万里子の産休入りに伴い、他番組との兼ね合い等の社内事情から降板。最後の半年は、当番組の直後に同局のテレビ番組「夕方LIVE ゲツキン!」にてニュースキャスター[25]を担当していた。
- 野溝美子（水曜。2020年9月30日 - 2023年3月29日[4]）
  - 人事異動で降板。のちに出演者ではないが、プロデューサーとして復帰[3]。

#### その他出演者
- 川上涼佳（元当番組アシスタントディレクター・元ミミーキャスター、ローカルタレント。2024年9月 - 2025年3月）
  - 水曜の「すずかがズカズカおじゃまします!」のリポーターで、2019年から翌年にかけてアシスタント・ディレクターを務めた経歴もある。2024年11月-12月は、水曜パーソナリティの岩本の育休代理も務めた[26][27]。

### メインパーソナリティの変遷
| 期間                                                | 担当曜日                           | 担当曜日                           | 担当曜日                           | 担当曜日                           | 担当曜日            |
| 期間                                                | 月曜                               | 火曜                               | 水曜                               | 木曜                               | 金曜                |
| --------------------------------------------------- | ---------------------------------- | ---------------------------------- | ---------------------------------- | ---------------------------------- | ------------------- |
| 2017年10月2日 - 2019年9月27日                       | 須藤あき 木村和也                  | 須藤あき 木村和也                  | 須藤あき 木村和也                  | 須藤あき かめきち                  | 須藤あき 安井まさじ |
| 2019年9月30日 - 2020年9月25日                       | 須藤あき 木村和也                  | 須藤あき 木村和也                  | 須藤あき 木村和也                  | 須藤あき 安井まさじ                | 須藤あき 安井まさじ |
| 2020年9月28日 - 2021年9月24日                       | 中華首藤 津田ひかる                | 木村和也 津田ひかる                | 木村和也 野溝美子                  | 須藤あき 田名網駿一                | 須藤あき 安井まさじ |
| 2021年9月27日 - 2022年9月30日                       | 中華首藤 津田ひかる                | 木村和也 津田ひかる                | 木村和也 野溝美子                  | 田名網駿一 小松野希海              | 安井まさじ 山田法子 |
| 2022年10月3日 - 2023年3月31日                       | 中華首藤 津田ひかる                | 木村和也 津田ひかる                | 木村和也 野溝美子                  | 木村和也 小松野希海                | 安井政史 山田法子   |
| 2023年4月3日 - 2024年6月28日                        | 中華首藤 津田ひかる                | 木村和也 津田ひかる                | 木村和也 岩本実希                  | 木村和也 小松野希海                | 安井政史 山田法子   |
| 2024年7月 （津田の産休入りに伴うもの）              | 中華首藤 小松野希海                | 木村和也 安井政史                  | 木村和也 岩本実希                  | 木村和也 小松野希海                | 安井政史 山田法子   |
| 2024年8月 （岩本の産休入りに伴うもの）              | 中華首藤 小松野希海                | 木村和也 週替わり                  | 木村和也 山田法子                  | 木村和也 小松野希海                | 安井政史 山田法子   |
| 2024年9月 - 10月 （津田および岩本の育休に伴うもの） | 中華首藤 小松野希海                | 木村和也 山田法子                  | 木村和也 山田法子                  | 木村和也 小松野希海                | 安井政史 山田法子   |
| 2024年11月-12月                                     | 中華首藤 津田ひかる                | 木村和也 津田ひかる                | 木村和也 川上涼佳                  | 木村和也 小松野希海                | 安井政史 山田法子   |
| 2025年1月6日 - 3月                                  | 中華首藤 津田ひかる                | 木村和也 津田ひかる                | 木村和也 岩本実希                  | 木村和也 小松野希海                | 安井政史 山田法子   |
| 2025年4月 -                                         | 放送終了（帯番組としては打ち切り） | 放送終了（帯番組としては打ち切り） | 放送終了（帯番組としては打ち切り） | 放送終了（帯番組としては打ち切り） | 木村和也 週替わり   |

## タイムスケジュール

### 放送時間の変遷
- 金曜 12:10 - 13:50・14:30 - 16:50（240分、JST。2025年4月4日 - ）
- 月曜 - 金曜 14:30 - 16:50（140分、JST。2017年10月 - 2021年3月26日、2023年4月3日 - 2025年3月31日）
- 月曜 - 金曜 14:30 - 16:40（130分、JST。2021年3月29日- 7月22日、2021年8月9日 - 2023年3月）[44]
- 月曜 - 金曜 14:30 - 16:30（120分、JST。2021年7月23日- 8月6日）[45]
前番組とは異なり、夕方枠（17時台）の放送はない。

### タイムテーブル

#### ワイド番組時代

##### 2025年3月終了時点

###### 14時台
- ラジてん連想クイズ[46]
- ラジオショッピング（月曜除く）
- 14:50頃 熊日ニュース[47]

###### 15時台
- 15:00[10]
  - 日替わりコーナー（1）
    - （月曜）今日も反省ちゅー!（2020年10月 - ）
    - （火曜）我が家の三面記事（番組開始[48] - ）
    - （水曜）ラジてん世論調査（番組開始 - ）
    - （木曜）キムカズ・ノゾミにぶつけて～（2022年10月 - ）
    - （金曜）金曜安井箱（2019年10月[49] - ）

  - 今日の1曲
- 15:15 ラジてん連想クイズ[46]
- 15:18頃 日替わりコーナー（2）
  - （金曜）今週のご新規さんいらっしゃい
- 15:25頃 日替わりコーナー（3）
  - （月曜）中華とひかる[50]の年の差なんて
  - （火曜）ガチ生ゲスト
  - （隔週水曜）すずかがズカズカおじゃまします![51]
  - （隔週水曜）ラジてんグーグルメ[52]
  - （木曜）週末エンジョイ!
  - （隔週金曜）まさじの力
  - （隔週金曜）私の本棚[53]
- 15:35頃 ミミートピックス
- 15:47頃 今月のリクエスト曲（1）

###### 16時台
- 16:00 熊日ニュース[54]
- 16:05頃 ラジてん連想クイズ[46]
- 16:07頃  あっこの天気予報
- 16:25頃 交通情報[55]
- 16:37頃 今月のリクエスト曲（2）

##### 2021年10月時点

###### 14時台
- ラジてん連想クイズ[46]
- 14:50頃 熊日ニュース[47]

###### 15時台
- 15:00 3時です・日産です!!
  - 前半が日替わりコーナー（1）・後半は音楽紹介となっている。
- 15:15頃 ラジてん連想クイズ[46]
- 15:20頃 日替わりコーナー（2）
  - （月曜）中華とひかるの年の差なんて
  - （水曜）ガチ生ゲスト
  - （木曜）エンタでサプリ♪
  - （第2木曜）南鉄だより
- 15:35 ミミートピックス

###### 16時台
- 16:00 熊日ニュース[54]
- 16:05頃 ラジてん連想クイズ[46]
- 16:07頃  あっこの天気予報
- 16:20頃 交通情報
- 16:23頃 日替わりコーナー（3）
  - （木曜）（田名網or小松野の[56]）今晩いかがですか?
  - （金曜）週刊VOLTERS[57]

##### 2020年1月頃

###### 14時台
- ラジてん連想クイズ[46]
- 14:52頃 熊日ニュース[47]

###### 15時台
- 15:00 3時です・日産です!!
- 15:30 熊日ピックアップ[58]
- 15:40頃 ミミートピックス
  - （木曜）15:50頃 ランディ君とかめ散歩

###### 16時台
- 16:00 熊日ニュース[54]
- 16:05頃  あっこの天気予報
- 16:30頃 交通情報

## 補足・エピソード等
- 鉄道マニアであるかめきちが出演していたころは、木曜15時台中盤に全国の鉄道会社と電話をつなぐなど、鉄道関連の話題を扱う「鉄分補給」なるコーナーがあった。これがのちの「南鉄だより」の原形となっている。
- また、かめきちはある日の「3時です・日産です!!」コーナーで、自身の学生時代の学校の駐車場の話題になった際「 『クラウン』が（写真に）写ってますね」と、コーナースポンサー[59]の他社の商標を発言したことがあるという。
- 2020年秋のリニューアルから、月曜日パーソナリティは中華首藤と津田ひかるのコンビとなっているが、中華が「たとえ大雨が降っていても、ラジてんの時間だけは一瞬日が指すほど」と時折言及するほど、放送日は晴天になることが多いという。ただしいづれかが休演、もしくは月曜以外でこのコンビとなった際はその限りではなく、2022年3月に津田が体調不良で一時的に休演を余儀なくされ後生川凜が代理を務めた際は雨天となり、同じく津田が2024年6月限りで産前産後休業に入り、当時木曜担当の小松野希海が代理として初回出演した2024年7月1日は梅雨末期の大雨に見舞われた上、中華が木村和也の代役で出演した週[41]の火曜日で、2日連続の中華・津田コンビとなった2024年11月26日に至っては、レギュラー放送だった前日（月曜日）が晴れていたにもかかわらず大雨となったため、オープニングでそれに言及した2人およびスタッフにより「（本来の火曜日担当の）木村を『雨男』認定します」[60]とまで言われている。
- 同じく2020年秋のリニューアル以後2022年ごろまで、野溝美子および若手ディレクター[61]が担当する水曜を中心に生放送ゆえのハプニングが頻発する傾向にあった。例としては2021年9月22日放送のゲストコーナー[要出典]にて、野溝が意図せずきわどい台詞[62]を口走った[4]ほか、2022年6月15日放送の「ミミートピックス」における中継先からのリポート中、当時のミミーキャスター本多桃が桃を食べた際に、桃を食べている音にしては異様な音が放送される[63]など話題に事欠かず、その度に同局の番組「糸永 大輔ラジオやってます」のコーナー「イトダイ帰りの会」で話題となった[64]。さらに後者のリポートの音源は、2022年12月25日に放送されたTBSラジオの番組「爆笑問題の日曜サンデー」の「珍プレー・好プレー大賞2022」[65]にも「珍プレー」のひとつとしてノミネートされている。
- 2021年のナイターオフ編成で、平日21時台前半に当番組の若手スタッフが制作に携わる事実上の派生番組が2本放送されていた。うち1本は当番組金曜担当の安井まさじ（現:安井政史）の冠番組である。

- 同じ2021年のナイターオフ編成では、安井とコンビを組むパーソナリティが山田法子に交代。その後2022年に初代プロデューサーであり初期の金曜ディレクターであった日野禎が一時復帰して以降、主に「安井箱」のコーナーに投稿している常連リスナーを「安井チルドレン（通称:安チル）」[66]と呼称することも多い。当初より「チルドレン」の募集も行われ、2024年現在でも募集しており、年々人数規模が大きくなっている。
なお、当初は非公認扱い[67]の形であったが、金曜ディレクターが増子和由に交代し、プロデューサーが野溝に交代する2024年ごろから公認扱いとなり、番組公式ブログ等で山田を「（安チルの）山田幹事長」と呼称する[68]ことも多くなっている。
- 2024年初夏の小規模な番組リニューアル時から、金曜日に「初見さんいらっしゃい」という新規リスナーからの投稿を読むコーナーが新設されたが、このコーナーの初回実施時に新規リスナーを装った常連リスナーからのジョーク投稿があったことから、そのようなリスナーを「捏造さん」と定義した上で翌週以降「今週の捏造さん」を「初見さん〜」コーナーとセットで実施。ほどなくして定番コーナーに昇格している。